# Duponts leeuwerik
Duponts leeuwerik (Chersophilus duponti) is een zangvogel uit de familie Alaudidae (leeuweriken). Deze vogel is genoemd naar zijn ontdekker, de Franse natuuronderzoeker Léonard Dupont (1795-1828).

## Verspreiding en leefgebied
Deze soort komt voor in Spanje en noordelijk Afrika en telt twee ondersoorten:
- C. d. duponti: Spanje, noordelijk Marokko, noordelijk Algerije en noordelijk Tunesië.
- C. d. margaritae: van centraal Algerije tot westelijk Egypte.

## Status
De grootte van de populatie is in 2020 geschat op 19.500-27.300 volwassen vogels. De aantallen gaan vrij snel achteruit door habitatverlies. Op de Rode lijst van de IUCN heeft deze soort daarom de status bedreigd.